# Torremochuela
Torremochuela község Spanyolországban, Guadalajara tartományban. Torremochuela Tierzo, Prados Redondos és Torrecuadrada de Molina községekkel határos. Lakosainak száma 8 fő (2024).

## Népesség
A település népessége az utóbbi években az alábbiak szerint változott:
| Lakosok száma | 19   | 18   | 17   | 12   | 12   | 12   | 10   | 10   | 8    | 8    |
|               | 2001 | 2004 | 2006 | 2009 | 2011 | 2014 | 2016 | 2019 | 2021 | 2024 |